# Арса (река)
Арса (укр. Арса) — левый приток реки Сака, расположенный на территории Тарутинского района (Одесская область, Украина).

## География
Длина — 16 км. Площадь бассейна — 46,5 км². Русло реки (отметки уреза воды) в среднем течении (пруд южнее села Каменское) находится на высоте 25,8 м над уровнем моря. Долина относительно узкая и глубокая, в среднем течении сильно изрезана ярами и промоинами. Русло слабоизвилистое, частично пересыхает. На реке нет прудов.
Берет начало севернее села Вознесенка Вторая. Река течёт на юго-запад. Впадает в реку Сака (на 12-м км от её устья) в пгт Бородино.
Притоки: (от истока к устью) нет крупных.
Населённые пункты (от истока к устью):
1. Вознесенка Вторая
2. Евгеновка
3. Владимировка
4. Ровное
5. пгт Бородино